# Harley Street
Harley Street è una strada di Londra, Regno Unito, nell'area di Marylebone, nella Central London.
Nota fin dal XIX secolo per il gran numero di cliniche mediche e chirurgiche, è dedicata a Thomas Harley, sindaco della capitale britannica nel 1767.

## Descrizione

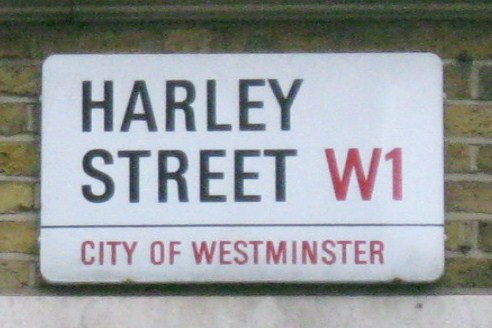
Segnale stradale di Harley Street

Fin dal XIX secolo, un discreto numero di dottori, ospedali e organizzazioni mediche si spostarono in Harley Street e nelle vie limitrofe; vi erano circa 20 medici nel 1860, 80 nel 1900 e circa 200 nel 1914. Quando fu istituito il National Health Service nel 1948, vi erano circa 1500 enti medici in questa strada. Negli anni 2010, circa 3000 persone sono impiegate nell'area di Harley Street in cliniche, ospedali e pratiche mediche e paramediche, come ad esempio la London Women's Clinic e la The London Clinic.

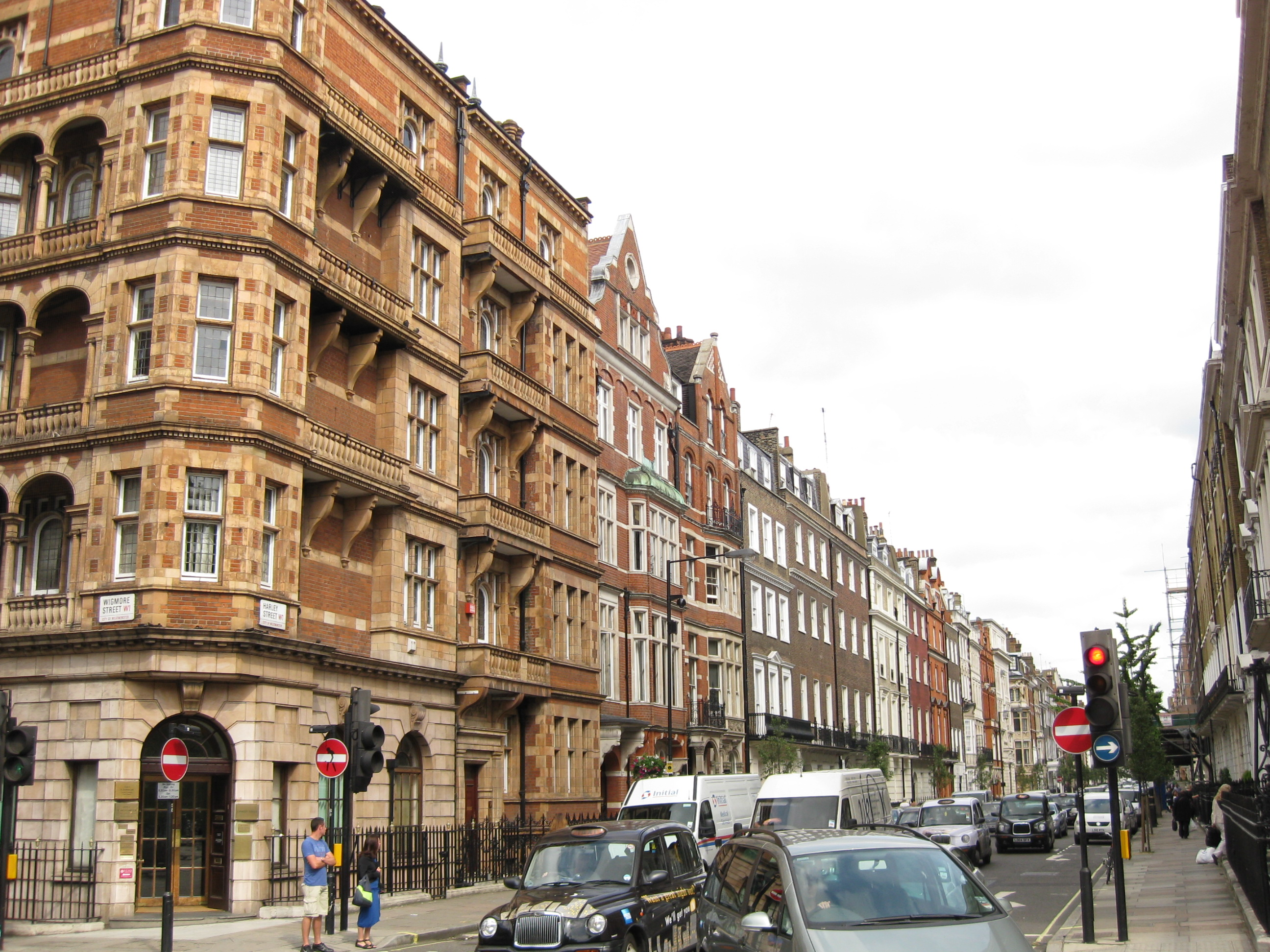
Harley Street, all'incrocio con Wigmore Street

Fu ipotizzato che i dottori furono attratti da quest'area dallo sviluppo di edifici spaziosi e dalla sua vicinanza alle stazioni di Paddington, King's Cross, St Pancras, Euston e in seguito Marylebone. Le stazioni della metropolitana più vicine sono Regent's Park, Great Portland Street e Oxford Circus.

## Riferimenti culturali
- In Ragione e sentimento di Jane Austen del 1813 le sorelle Dashwood, Lucy Steele, Mrs Jennings, Edward Ferrars e altri trascorrono del tempo libero qui mentre sono a Londra.
- Il personaggio di P. G. Wodehouse Sir Roderick Glossop svolgeva le proprie attività in Harley Street.
- Ne Il segreto di Chimneys di Agatha Christie (1925), Lord Caterham e altri menzionano questa via.
- In Dieci piccoli indiani di Agatha Christie (1938), il Dr Edward Armstrong è un medico di Harley Street.
- In È un problema di Agatha Christie (1949), Edith de Haviland visita Harley Street.
- Nel film La vendetta di Frankenstein, Dr Victor Frankenstein, dopo il trapianto di cervello comincia la pratica medica in questa strada.
- Ne L'intoccabile di John Banville, Victor Maskell menziona questa via.[6]
- Ne ‘’La signora Dalloway’’ di Virginia Woolf, il dottor Holmes menziona questa via.
- Ne Le Tre Ghinee di Virginia Woolf, viene menzionata questa via.